# 赤崗嶺駅
赤崗嶺駅（せきこうれいえき）は、中華人民共和国湖南省長沙市雨花区にある長沙地下鉄4号線の駅である。

## 駅構造
島式ホーム1面

## 駅周辺
- 長沙捲煙廠